# Sydney 2000 (jeu vidéo)
Sydney 2000 est un jeu vidéo de sport développé par Attention to Detail et édité par Eidos Interactive, sorti en 2000 sur Windows, Dreamcast et PlayStation. Il est sous licence officielle des Jeux olympiques d'été de 2000 de Sydney.

## Système de jeu
Le jeu propose plusieurs épreuves des Jeux olympiques :
- 100 mètres
- 110 mètres haies
- Lancer du javelot
- Lancer du marteau
- Triple saut
- Saut en hauteur
- Ball-trap
- Haltérophilie
- 100 mètres nage libre
- Plongeon à 10 mètres
- Cyclisme sur piste
- Slalom de kayak K1

## Accueil
Les critiques sont globalement mitigées.